# Кисляков, Павел Владимирович
Павел Владимирович Кисляков (17 ноября 1876 — 29 апреля 1938, Москва, СССР) — русский и советский врач-педиатр, коллекционер и москвовед, любимый ученик и гордость Н. Ф. Филатова.

## Биография
Родился 17 ноября 1876 года в Москве в купеческой семье. В 1894 году поступил на физико-математический факультет Московского университета, который он окончил в 1899 году. Одного диплома ему показалось мало, и поэтому в том же году поступил на медицинский факультет там же, который окончил в 1902 году. Оба раза он окончил Московский университет с отличием. По окончании учёбы устроился на работу военным врачом, а начиная с 1910 года устроился на работу в Морозовскую детскую больницу в качестве врача-педиатра и проработал там до начала Первой Мировой войны, после чего был призван в армию и работал в различных госпиталях Москвы в качестве военного врача и лечил раненных солдатов. Во времена становления РСФСР вернулся к своей профессии в качестве врача-педиатра и трудился в области охраны здоровья детей и заведовал Домом младенца, позднее заведовал Детской городской поликлиникой № 2. С 1921 года перешёл на работу в Исторический музей в качестве внештатного сотрудника путём составления библиографических указателей к архивным материалам.
Скончался 29 апреля 1938 года в Москве. Похоронен на 4-м участке Новодевичьего кладбища (56-й ряд, место № 24).